# Continental Wrestling Association
Die Continental Wrestling Association (kurz CWA) ist eine ehemalige US-amerikanische Wrestlingpromotion, die zwischen 1977 und 1989 bestand. Sie hatte ihren Sitz in Memphis, Tennessee. Promotor und damaliger Besitzer war der Vater von Jeff Jarrett, Jerry Jarrett.
In ihren Hochzeiten hatte die CWA Memphis viele hochrangige Wrestler wie Terry Funk und Jerry Lawler unter Vertrag. Sie ging 1989 in der United States Wrestling Association auf.